# St. Louis Bombers
St Louis Bombers, som bildades 1946 och upplöstes 1950, var en basketklubb från St Louis i Missouri och som spelade i Basketball Association of America (BBA) och National Basketball Association (NBA) under fyra säsonger i slutet av 1940-talet, mellan 1946/1947 och 1949/1950.
St Louis var ett av elva lag som spelade den allra första BAA-säsongen då laget slöt på 38 segrar och 23 förluster i grundserien och slutade på andra plats i Western Division vilket gjorde att de tog sig till slutspelet.
St Louis Bombers bästa säsong var 1947/1948 då de vann Western Division och spelade semifinal mot Philadelphia Warriors som de förlorade med 3-4 i matcher.

## Hemmaarena
St Louis Bombers spelade sina hemmamatcher i St. Louis Arena.

## Lag från St Louis
Bombers är ett av två lag från St Louis som spelat basket i BBA eller NBA, det andra är St. Louis Hawks som debuterade säsongen 1955/1956.